# 알렉산드리아의 헤시키오스

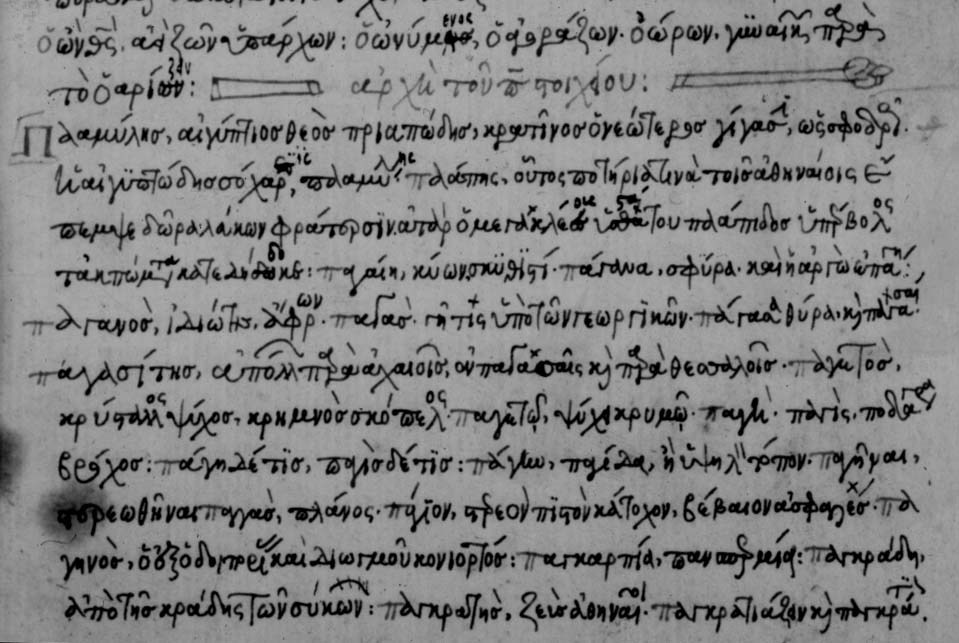
문자 π의 시작, Marc. Gr. 622.

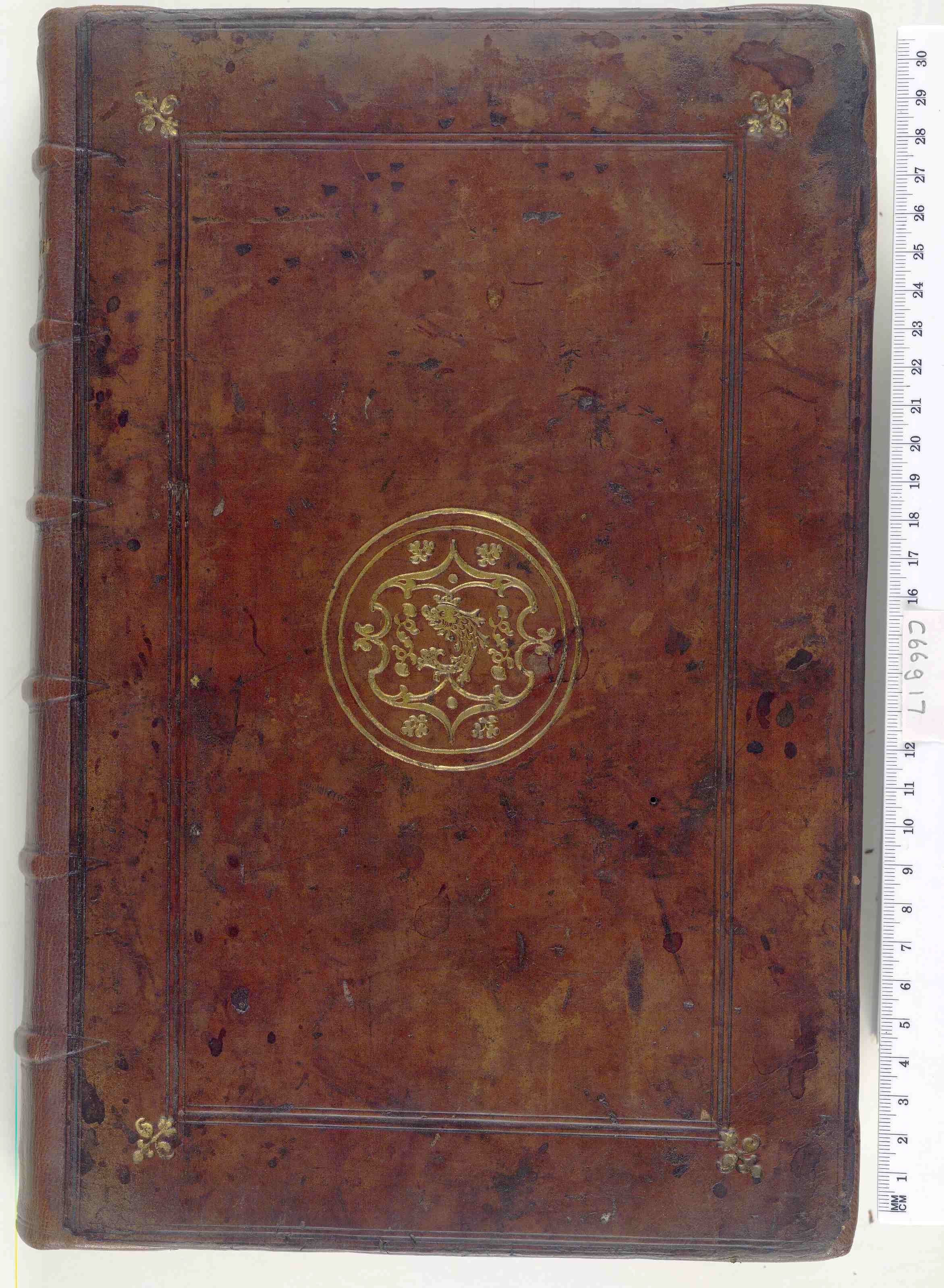
헤시키오스 사전(16세기 스위스판)

알렉산드리아의 헤시키오스(그리스어: Ἡσύχιος ὁ Ἀλεξανδρεύς 헤시키오스 호 알렉산드레우스[*])는 기원후 5세기 또는 6세기에 활동한 것으로 추정되는 그리스의 문법학자로, 초기 사전 편찬자들의 저작을 참고한 것으로 보이는 특이하고 난해한 그리스어 단어를 풍부하게 담은 어휘집을 편찬하여 오늘날까지 전해진다.
"모든 단어의 알파벳순 모음"(고대 그리스어: Συναγωγὴ Πασῶν Λέξεων κατὰ Στοιχεῖον 시나고게 파손 렉세온 카타 스토이케이온[*])이라는 제목의 이 저서는 50,000개 이상의 표제어에 고유한 단어와 어형, 구(句)를 실은 방대한 목록으로, 그 의미에 대한 설명이 함께 실려 있으며, 종종 이 어휘를 사용한 저자나 어휘가 통용되는 그리스 지역이 언급되어 있다. 따라서 이 어휘집은 고대 그리스 방언에 관심이 많은 연구자에게와 일반적인 고전 저자, 특히 특이한 단어를 많이 사용한 아이스킬로스와 테오크리토스와 같은 작가의 원고를 복원하는 데 큰 가치가 있다. 헤시키오스의 저작은 그리스어 문헌학뿐만 아니라 사어와 알기 어려운 방언(예: 트라키아어)을 연구하고 인도유럽조어를 재구성하는 데에도 중요하다. 이 사전에 포함된 많은 단어들이 오늘날까지 전해지는 고대 그리스어 문헌에서는 발견되지 않는다.
형용사와 구절에 대한 헤시키오스의 설명은 고대인의 종교와 사회 생활에 관한 많은 중요한 사실 또한 드러낸다.
서문에서 헤시키오스는 이 어휘집이 디오게네이아노스의 어휘집(팜필로스의 이전 저작을 발췌한 것)에 기초하고 있다고 언급하지만, 문법학자인 사모트라케의 아리스타르코스, 아피온, 헬리오도로스, 아메리아스 등의 유사한 작품도 참고하였다고 언급한다.
헤시키오스는 기독교인이 아니었던 것으로 보이며, 나지안조스의 그레고리우스와 다른 기독교도 저자(glossae sacrae)의 단어 설명은 나중에 삽입된 것이다.
이 어휘집은 베네치아에 위치한 산 마르코 도서관에 보존된 원형이 손상된 15세기 필사본(Marc. Gr. 622, 15세기)이 남아 있다. 최고의 판본은 모리츠 빌헬름 콘슈탄틴 슈미트(1858 ~ 1868년)가 출판한 것이나, 이 원고의 완전한 비교 판본은 1514년 베네치아에서 마르코스 무수로스(알두스 마누티우스 출판사)가 처음 인쇄한 이후로 출판되지 않았다(1520년과 1521년에 약간의 수정을 거쳐 재인쇄).
현대판은 코펜하겐에 위치한 덴마크 왕립 미술 아카데미 후원으로 출판되었으며, 쿠르트 라테(1953년 1권, 1966년 2권 출간)가 시작하여 페테르 알란 한센과 이안 C. 컨닝엄(2005년 3권, 2009년 4권 출간)이 완성하였다.

## 같이 보기
- 수다